# Volcas

El mapa muestra la posición relativa de los volcas.

Los volcas (en latín, Volcae) eran una confederación de tribus celtas constituidas poco tiempo antes de la incursión de galos combinados que invadieron Macedonia en los años 270 a. C. y derrotaron a los aliados griegos en la Batalla de las Termópilas de 279 a. C. Aunque la visión actual de estas configuraciones tribales célticas tiene que reunirse a partir de las menciones de fuentes griegas y latinas, ya que la arqueología no determina ninguna identidad tribal puramente a través de la cultura material de los celtas de la cultura de La Tène tardía, tribus llamadas volcas se encontraron simultáneamente en el sur de Francia, Moravia, el valle del Ebro, y Galacia en Asia Menor (Anatolia).
Impulsados por grupos altamente móviles que operaban fuera del sistema tribal y que comprendían diversos elementos, los volcas eran una de las nuevas entidades étnicas formadas durante la expansión militar celta a comienzos del siglo III a. C. Reuniéndose en la famosa excursión a los Balcanes, ostensiblemente, desde el punto de vista heleno, para saquear Delfos, una rama de los volcas se separaron del grupo principal en camino hacia los Balcanes y se unieron con otras dos tribus, los tolistobogios y los trocmos, para asentarse en la parte central de Asia Menor y establecer una nueva identidad gala como los gálatas.
Los tectósages eran una rama de los volcas que se trasladaron por Macedonia hacia Asia Menor alrededor del año 270 a. C. Estrabón dice que los tectósages provenían originariamente de la región cercana a lo que hoy es Tolosa en Francia.

## Volcas del Danubio

Etnogénesis y migraciones de los volcas.

Julio César estaba convencido de que los volcas se habían establecido originalmente en el noreste del Rin, en lo que hoy es Alemania occidental y central en la cuenca del río Weser, pues menciona a los volcas tectósages como una tribu celta que aún permanecía en la Germania occidental (Comentarios a la guerra de las Galias Libro VI.24):

Hubo un tiempo en que los galos superaban en valor a los germanos, eran ellos los que les hacían la guerra por propia iniciativa y enviaban colonias más allá del Rin, porque su población era muy numerosa y no disponían de tierras. Así, los territorios más fértiles de Germania, en las cercanias de la selva Hercinia - de la que, por lo que veo, han oído hablar Eratóstenes y algunos griegos, que le dan el nombre de Orcinia-, los ocuparon los volcas tectósages, que se asentaron en ellos. Este pueblo habita en el mismo lugar a día de hoy y es reputado por su justicia y por su valor en la guerra. En la actualidad, como pasan por las mismas carencias, necesidades y padecimientos que los germanos, han adoptado sus alimentos y vestimentas. En cambio, a los galos, la cercanía de las provincias y el conocimiento de los productos de ultramar les proporcionan recursos en abundancia para su uso y disfrute. Acostumbrados, poco a poco, a verse superados, perdidas ya muchas batallas, ni siquiera llegan a medirse con aquéllos [los germanos] en valor.

César relató una tradición relacionada con la tribu celta de los volcas a la vasta Selva Hercinia, aunque estuvieron más probablemente en la cadena montañosa oriental del Mittelgebirge; sin embargo, los volcas de su época estaban asentados en Moravia, al este de los boyos. Su movimiento aparente puede indicar que los volcas eran nuevos en la región. La afirmación de César sobre la riqueza de esta región puede haberse referido no sólo a la agricultura sino también a los yacimientos minerales en la zona, mientras que el renombre atribuido a los volcas «en la paz y en la guerra» derivaba de sus habilidades metalúrgicas y la calidad de sus armas, atrayendo ambos la atención de sus vecinos septentrionales. Junto con los boyos en la cuenca superior del río Elba al oeste y los cotinos en Eslovaquia al este, esta región del asentamiento celta en oppida llevaron a la explotación de los recursos naturales a gran escala y la concentración de artesanos hábiles bajo el mecenazgo de jefes fuertes y ricos. Esta cultura floreció desde mediados del siglo II a. C. hasta mediados del siglo I a. C., hasta que sucumbieron bajo la presión combinada de los germanos desde el norte y los dacios desde el este.
Debe llamarse la atención sobre la equiparación usual que hace Julio César entre la pobreza primitiva y la admirable dureza y destreza militar, por un lado, y la conexión, por otro, entre los productos de importación y la cercanía a la «civilización» -entendiendo por tal la romana- con la blandura y la decadencia. En realidad, las relaciones comerciales establecidas desde hacía mucho tiempo proporcionaron a las élites galas con ámbar del Báltico y cerámica griega y etrusca.
César asumió que los celtas de la selva Hercinia eran colonos emigrantes desde la Galia que había «tomado» la tierra, pero la arqueología moderna identifica la región como parte de la tierra natal de La Tène. Conforme señaló Henry Howarth hace un siglo, «Los tectósages mencionados por César aún están alrededor de la selva Hercinia de hecho vivían en los antiguos territorios de su raza, donde una porción de ellos establecidos en su gran expedición contra Grecia, y al final se asentaron en Galacia, en Asia Menor, donde una de las tribus recibía el nombre de tectósages».

## Volcas de la Galia

### Volcas arecómicos
Los volcas arecómicos (latín, Volcae Arecomisci, Οὐόλκαι Ἀρικόμιοι de la Geografía de Ptolomeo ii), según Estrabón, residían en la parte occidental del Ródano inferior, con su metrópolis en Narbo (Narbona): «Se habla de Narbo como la base naval de estos pueblos en exclusiva, aunque sería más adecuado añadir "y del resto de la Céltica", tan grandemente que ha sobrepasado al resto en el número de gente que lo usan como un centro comercial». No estaban solos a la hora de ocupar su territorio, con su capital en Nemausus (Nimes).
Los volcas arecómicos por decisión propia se rindieron a la República Romana en el año 121 a. C., después de que ocuparan la provincia romana de la Galia Narbonense (la región alrededor de lo que hoy es Narbona), la parte meridional de la Galia Transalpina. Celebraban sus asambleas en el bosque sagrado de Nemauso, lo que actualmente es Nimes.
En la época romana, los volcas arecómicos ocuparon el distrito entre el río Garona (Garumna), los Cevenas (Cebenna mons), y el río Ródano;, correspondiéndose aproximadamente con la provincia romana de la Galia Narbonense. En la Galia se dividieron en dos tribus en regiones ampliamente separadas, los arecómicos al este, viviendo entre los ligures, y los tectósages (cuyo territorio incluía el de los tolosates) al oeste, viviendo entre los aquitanos; los territorios estaban separados por el río Hérault (Arauris) o una línea entre el río Hérault y el río Orbe (Orbis).

### Volcas tectósages

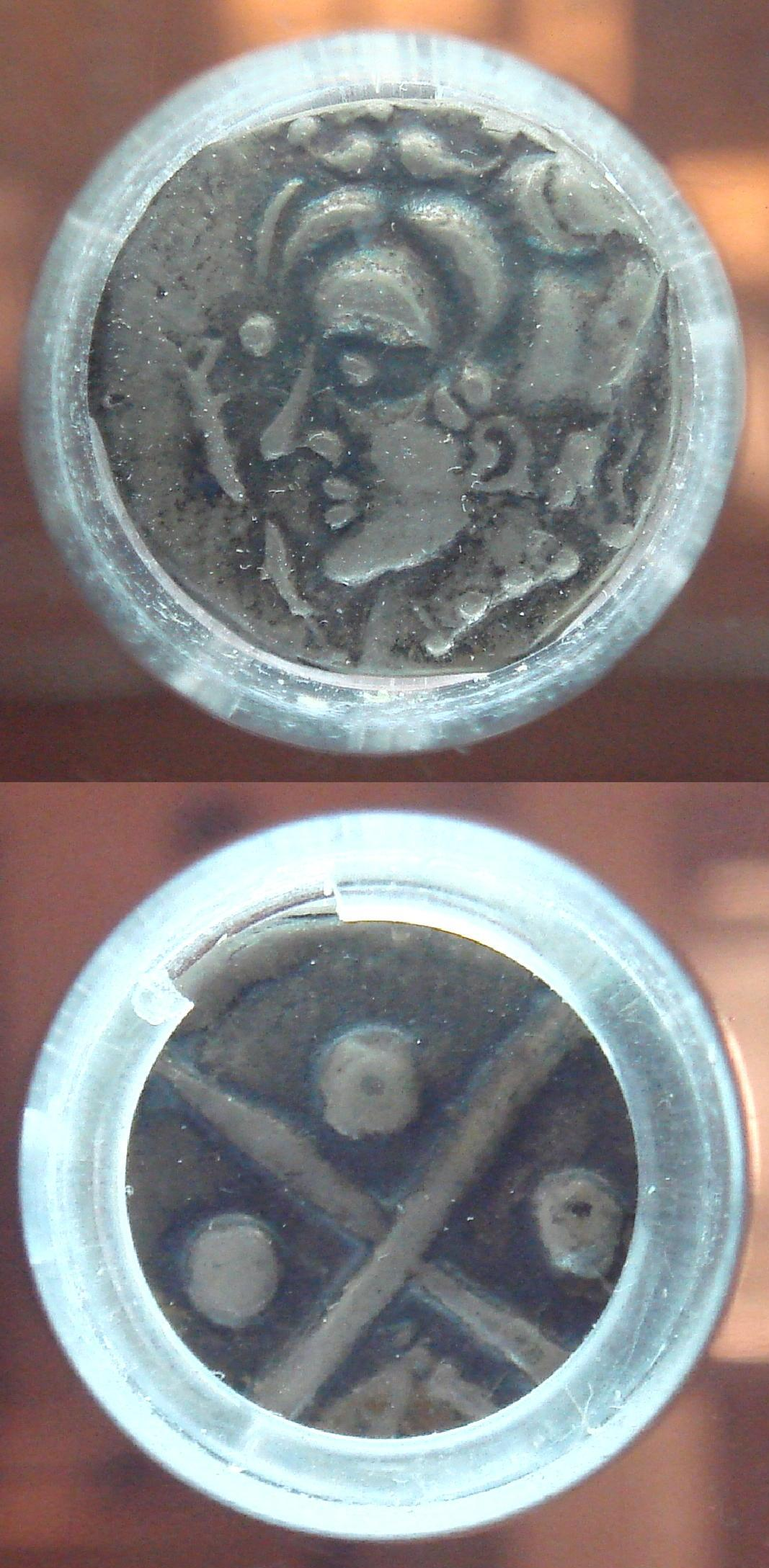
Moneda de los volcas tectósages, plata 3.58g. Monnaie de Paris.

Al oeste de los arecómicos estaban los volcas tectósages (Volcae Tectosages) cuyo territorio incluía el de los tolosates, vivieron entre los aquitanos; los territorios estaban separados por el río Hérault (Arauris) o una línea entre el río Hérault y el río Orbe (Orbis). Estrabón dice que los volcas tectósages provenían originariamente de la región cerca de la moderna Tolosa, en Francia, y eran una rama separada o clan de los volcas.
El territorio de los volcas tectósages (Οὐόλκαι Τεκτόσαγες de la Geografía de Ptolomeo ii) quedaba fuera de la República Romana, al suroeste de los volcas arecómicos. Desde el siglo III a. C., la ciudad capital de los volcas tectósages era Tolosa. Cuando los cimbrios y los teutones invadieron la Galia, los tectósages se aliaron con ellos, y su ciudad de Tolosa fue saqueada como retribución por Servilio Cepión en el año 106 a. C. Tolosa fue incorporada a la República Romana como parte de la provincia de Galia Aquitania con la conquista de Galia por Julio César en el año 52 a. C. La conquista romana de Tolosa puso fin a la identidad cultural de los volcas tectósages.
Según la Geografía de Ptolomeo, sus ciudades del interior eran Illiberis, Ruscino, Tolosa colonia, Cessero, Carcaso, Baetirae y Narbon colonia.
Los volcas tectósages estuvieron entre los asaltantes más exitosos de la expedición a Delfos y se decía que habían transportado su botín a Tolosa. Venceslas Kruta sugiere que su traslado a esta región estuvo probablemente motivada por un puesto de reclutamiento cartaginés situado cerca, una gran atracción de la región para mercenarios celtas deseosos de más campañas. De hecho, después de cruzar los Pirineos en el año 218 a. C., Aníbal al viajar a través de la Galia meridional se encontró con tribus belicosas: los volcas, los arvernos, los alóbroges y los gaesatas del valle del Ródano, quienes alcanzaron la prominencia alrededor de mediados del siglo III a. C. Desde alrededor de aquella época, esta parte de la Galia atravesó un proceso de estabilización fortalecido por la formación de nuevas y poderosas confederaciones tribales así como el desarrollo de asentamientos de nuevo estilo que recordaban a los centros urbanos del mundo mediterráneo, del que Tolosa y Nemauso (Nimes) no eran ninguna excepción.
En 107, los volcas, aliados de los tigurinos, una rama de los helvecios quienes pertenecían a una coalición que se formó alrededor de los cimbrios y los teutones, derrotaron a un ejército romano en Tolosa. En 106-5, Quinto Servilio Cepión fue enviado con un ejército a aplastar la revuelta, y como resultado de ello Tolosa fue saqueada, y más tarde la ciudad y su territorio fueron absorbidos por la Provincia romana, estableciéndose así un control firme sobre el corredor comercial galo occidental a lo largo de Carcasona Gap y el río Garona.

## Etimología
Las etimologías tradicionales han atribuido Volcae a una palabra familiar al galés golchi «lavar» y al irlandés folc «bañar» (Protocelta *wolkiō), haciendo de esta tribu el «pueblo del río» a través de un tosco ajuste semántico. Una posibilidad más probable es que esto o un cognado en ilírico panónico que se usaba para denominar al río Volcos, del que los volcas tomaron su nombre[cita requerida]. C.W. von Glück deriva el nombre de una palabra relacionada con el antiguo irlandés folg «ágil, enérgico».
La mayor parte de los celtistas hoy parecen estar de acuerdo en que el nombre tribal Uolcae está relacionado con el galés gwalch «halcón» (y ellos comparan el nombre personal galo Catuuolcus al galés cadwalch «héroe», literalmente «halcón de batalla»), aunque algunos prefieren traducir el galo *uolco- como «lobo» y, por extensión semántica, «guerrero errante».
El nombre tectósages (Tectosages), literalmente «buscadores de posesiones», significa «reclamaban con estacas», quizá más próximo en sentido a «saltadores de reclamaciones» o más «apropiadores de tierra», y un cognado directo se encuentra en el antiguo irlandés techtaigidir «él/ella busca (re)establecer una reclamación de tierra».

## Tocayos
Los volcas fueron muy influyentes en Moravia, y junto con los boyos y los cotinos y otras tribus del Danubio, controlaron una red muy activa de rutas comerciales conectadas con el mar Mediterráneo y las tierras germanas. Las proezas de estas tribus y su proximidad llevaron a que su nombre se tomara prestado por el germánico como en *walha, un término genérico para «celta» y con el tiempo «romano» conforme las dos culturas acabaron fundiéndose. (Véase también Walha.) Esta palabra ha sido aplicada vigorosamente a cualquier provinciano romano primitivo, incluyendo los galeses, los italianos y los franceses, y se tomó prestado por los eslavos, que lo usaron para referirse a los valacos. Compárece: inglés Welsh, holandés flamenco waalsch «valones», alemán welsch «italiano», alemán suizo Chürwältsch «romanche», nórdico antiguo Valir «romano; francés».